# Bröhsen

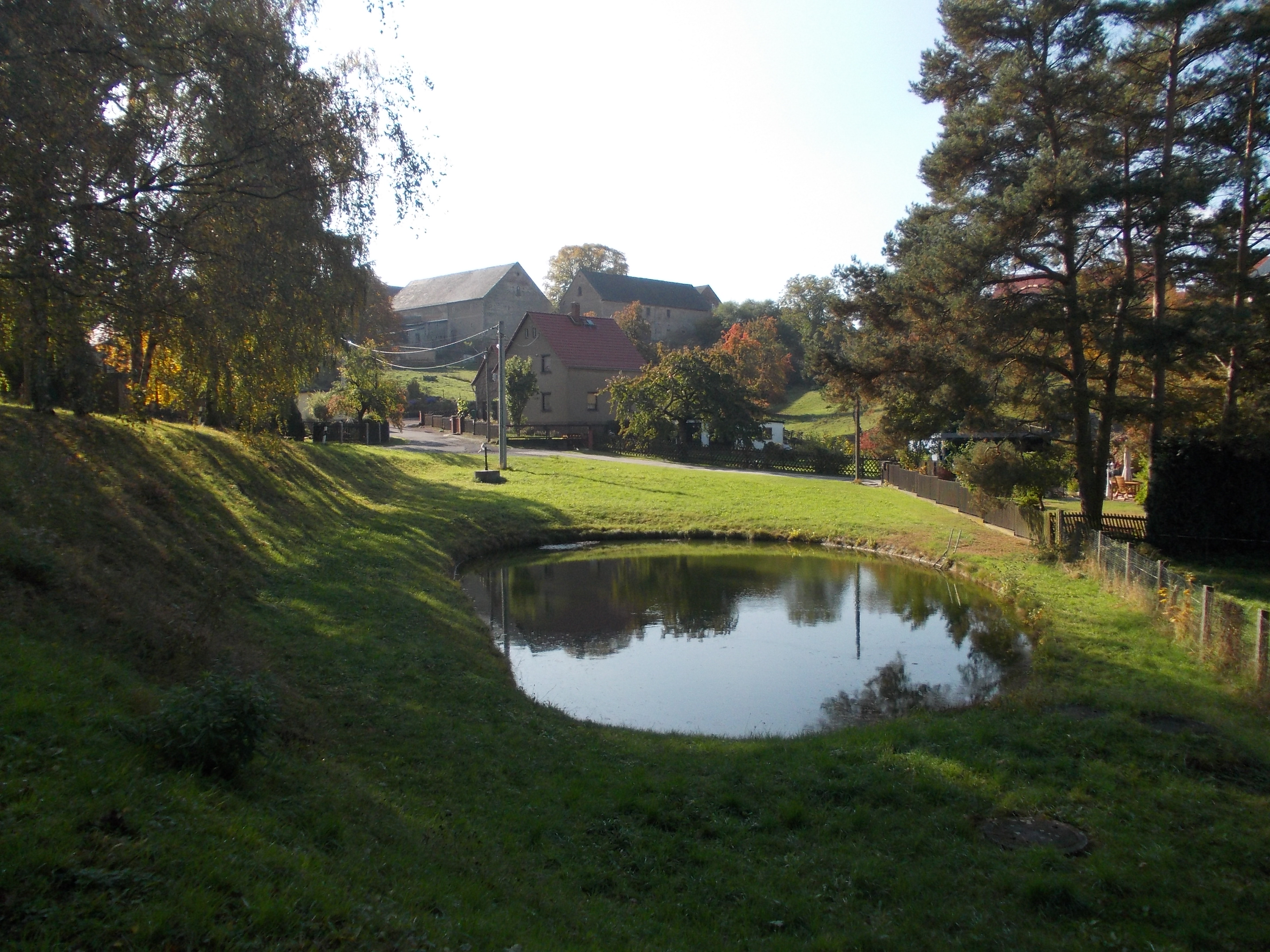
Teilansicht von Bröhsen

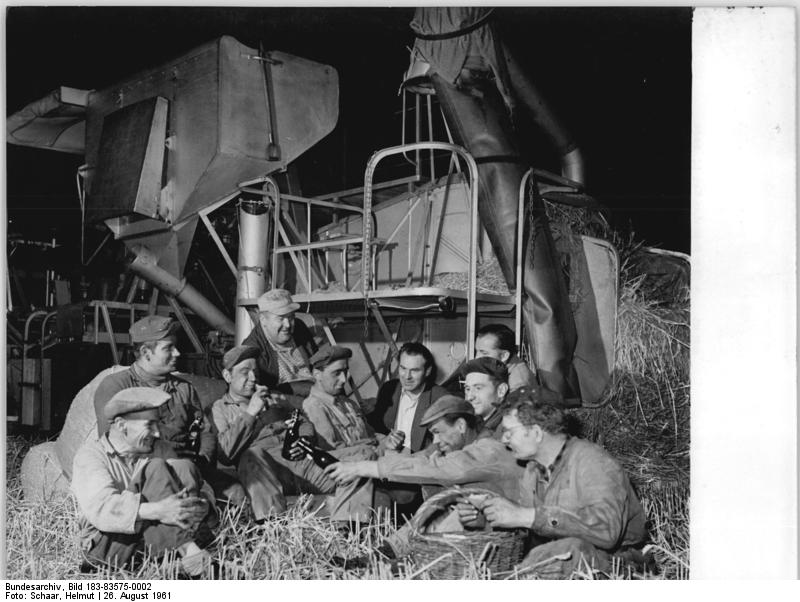
Mähdrescherbesatzung der LPG Bröhsen bei einer nächtlichen Verschnaufpause 1961

Bröhsen ist ein Gemeindeteil der sächsischen Stadt Grimma im Landkreis Leipzig.

## Lage
Der Ort liegt an der Straße S38. Im Dorf sind ein Reiterhof und eine Alpakafarm ansässig. In der hügeligen Gemarkung des Ortes stehen Windenergie-Anlagen verschiedenen Typs.

## Geschichte
Bröhsen wurde erstmals im Jahre 1283 urkundlich erwähnt und ist dem slawischen Wort „Breze“ für Birke entlehnt. Die Siedlungsform entspricht der eines gassenartig erweiterten Rundweilers mit zahlreichen Drei- und Vierseit-Bauernhöfen. Bis in die 1920er-Jahre fand rund um den Ort Braunkohle-Abbau statt.
Am 1. Januar 1973 wurde Bröhsen nach Ragewitz eingemeindet. Am 1. März 1994 erfolgte der freiwillige Zusammenschluss der bis dahin eigenständigen Gemeinden Böhlen, Dürrweitzschen, Leipnitz, Ragewitz und Zschoppach zur neuen Gemeinde Thümmlitzwalde.
Zum 1. Januar 2011 fusionierte die Gemeinde Thümmlitzwalde mit der Großen Kreisstadt Grimma, womit Bröhsen seitdem ein Gemeindeteil von Letzterer ist.

## Entwicklung der Einwohnerzahl
| Jahr    | Einwohnerzahl                                    |
| ------- | ------------------------------------------------ |
| 1548/51 | 13 besessene Mann, 22 Inwohner, 20 Hufen         |
| 1764    | 13 besessene Mann, 1 Gärtner, 5 Häusler, 9 Hufen |
| 1834    | 179                                              |
| 1871    | 226                                              |

| Jahr | Einwohnerzahl |
| ---- | ------------- |
| 1890 | 231           |
| 1910 | 245           |
| 1925 | 247           |
| 1939 | 212           |

| Jahr | Einwohnerzahl |
| ---- | ------------- |
| 1946 | 273           |
| 1950 | 287           |
| 1964 | 223           |
| 1994 | 194           |

## Sehenswürdigkeiten
- das Kriegerdenkmal wurde 1920 für die Gefallenen des Ersten Weltkrieges errichtet